# Dennis Housden
Dennis Housden (sinh ngày 15 tháng 3 năm 1953) là một cầu thủ bóng đá chuyên nghiệp người Anh của thập niên 1970. Ông sinh ra ở Islington, và thi đấu ở Football League cho Gillingham, có 16 lần ra sân.